# Костючук, Лариса Яковлевна
Лари́са Я́ковлевна Костючу́к (род. 27 декабря 1934, Богородицк) — советский и российский лингвист-диалектолог, доктор филологических наук, профессор кафедры русского языка (теперь кафедра филологии, коммуникаций и РКИ) Псковского государственного университета, автор более 400 научных и научно-методических работ, один из составителей и редакторов Псковского областного словаря с историческими данными, Лексического атласа русских народных говоров.

## Биография
Родилась 27 декабря 1934 года в городе Богородицк Тульской области. Училась в Богородицкой средней школе, тогда и решила, что будет преподавателем.
В 1956 году окончила Ленинградский государственный педагогический институт имени А. И. Герцена по специальности учителя русского языка и литературы и работала в одной из школ Таллина (Эстония), в школе и техникуме Богородицка.
В 1959 году поступила в аспирантуру ЛГПИ имени А. И. Герцена. Окончила в 1962 году.
Весной 1962 года впервые посетила Псков. С сентября 1962 года работала на кафедре русского языка в Псковском государственном университете, руководила студенческим научным лингвистическим кружком. В 1964 году защитила кандидатскую диссертацию «Устойчивые словосочетания в древнерусском деловом языке (по грамотам XI—XIV вв.) : Структурно-грамматическая характеристика».

С 1981 по 1999 год заведовала кафедрой русского языка
«Горжусь городом и страной, в которых живу. Всегда с удовольствием сюда возвращаюсь из разных путешествий. Благодарна судьбе, которая подарила мне хороших учителей в школе, институте, аспирантуре; в псковском вузе (это старшие коллеги по кафедре). Многие из них становились для меня старшими друзьями (этим я тоже горжусь). Горжусь своей профессией, которая позволила мне заниматься тем, что люблю. Меня окружали и окружают дорогие мои родные разных поколений — единомышленники в подходе к жизни и к людям. Судьба свела меня с интересными людьми. Это тоже радует. Я — счастливый человек». 
. В 1983 году защитила докторскую диссертацию «Процессы становления и функционирование устойчивых сочетаний слов в псковских памятниках письменности и народных говорах».

## Научная деятельность
Л. Я. Костючук — автор более 400 научных и научно-методических публикаций (статьи, пособия, монографии); редактор многих научных сборников, работ; официальный рецензент ряда исследований, пособий (более 50 наименований). Она является одним из составителей и редакторов Псковского областного словаря с историческими данными (изд-во СПбГУ), Лексического атласа русских народных говоров (изд-во ИЛИ РАН).
- Л. Я. Костючук. «Б. А. Ларин, его сподвижники и Псков (памяти ушедших из жизни)» / Псков № 13, 2000 год. Издание «Псковский областной словарь с историческими данными».
- Л. Я. Костючук. «Псковские говоры и их окружение» / 1991 год.
- Л. Я. Костючук. «Вопросник ДЛЯ ЛАРНГ и реалии сельского быта в конце ХХ — начале XXI вв. (проблема правомерностии достоверности материала)» / 2013 год. Издание «Лексический атлас русских народных говоров».
- Л. Я. Костючук. «Псковские говоры в их синхронно-диахронных отношениях с соседними языками (к фиксации и исследованию)» / Псков, 2017 год.

## Научные интересы
- Фразеология;
- лексикология;
- лексикография;
- диалектология;
- история языка.

## Награды
- Грамоты Председателя Государственной Думы и Совета Федерации, благодарности, памятные медали, знаки, диплом лауреата (как участник создания Кадастра «Достопримечательные природные и историко-культурные объекты Псковской области»).
- Грамоты Администрации области, Министерства просвещения, Центрального комитета профсоюза работников народного образования и науки РФ.
- Почётные звания «Заслуженный работник высшей школы», «Ветеран труда», «Отличник народного образования».